# 豊野尾張
豊野 尾張（とよの の おわり）は、奈良時代の皇族・貴族。当初尾張王を名乗り、臣籍降下後の氏姓は豊野真人。知太政官事・鈴鹿王の子。官位は正五位下・能登守。

## 経歴
孝謙朝末の天平宝字元年（757年）5月に三世王の蔭位により无位から従五位下に直叙される。同年閏8月に兄弟の出雲王・篠原王・奄智王・猪名部王と共に豊野真人姓を与えられて臣籍降下する。
淳仁朝では、内蔵頭・大監物・糺政弼と京官を歴任する。
天平宝字8年（764年）に発生した藤原仲麻呂の乱では孝謙上皇側に加勢したらしく、乱の最中に四階昇進して正五位下に叙せられている。称徳朝の神護景雲元年（767年）能登守として地方官に転じた。神護景雲4年（770年）称徳天皇が崩御した際に、父・鈴鹿王の旧宅を陵墓にすることになり、鈴鹿王の子息が叙位を受けたが、この中に尾張は含まれておらず、これまでに卒去したか。

## 官歴
『続日本紀』による。
- 天平宝字元年（757年） 5月20日：従五位下（直叙）。閏8月18日：臣籍降下（豊野真人）
- 天平宝字4年（760年） 2月20日：内蔵頭
- 天平宝字5年（761年） 10月1日：大監物
- 天平宝字7年（763年） 正月9日：糺政弼
- 天平宝字8年（764年） 9月12日：正五位下
- 神護景雲元年（767年） 7月10日：能登守